# Горски щъркел
Горският щъркел (Mycteria americana) е вид птица от семейство Щъркелови (Ciconiidae).

## Разпространение и местообитание
Разпространен е в Аржентина, Аруба, Бахамските острови, Белиз, Боливия, Бразилия, Венецуела, Гватемала, Гвиана, Доминиканската република, Еквадор, Кайманови острови, Канада, Колумбия, Коста Рика, Куба, Мексико, Никарагуа, Панама, Парагвай, Перу, Салвадор, САЩ, Суринам, Тринидад и Тобаго, Търкс и Кайкос, Уругвай, Френска Гвиана, Хаити, Хондурас и Чили.